# Paraboolduin
Een paraboolduin is een zandrug of duin in een halvemaanvorm. Dit duintype bestaat net als sikkelduinen uit twee hoorns. De hoorns wijzen in windopwaartse richting. 
Ze worden gevormd door het samenspel van wind en vegetatie. De wind blaast een deel van het zand weg, behalve daar waar vegetatie staat. Zo ontstaat er een stuifkuil. Deze wordt verder uitgerokken totdat de halvemaanvorm bereikt wordt.